# Anacamptis syriaca
Anacamptis morio subsp. syriaca là một loài lan.

## Hình ảnh

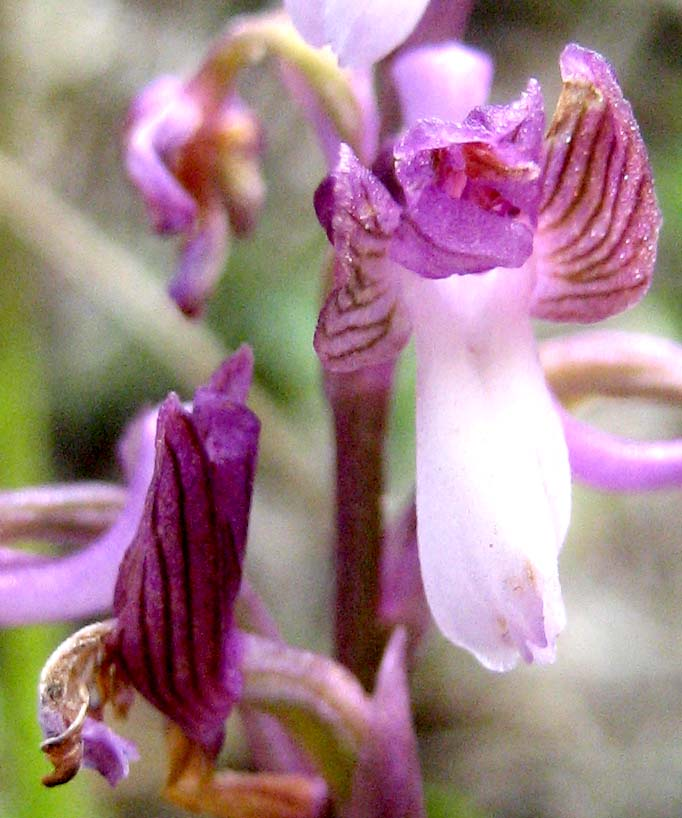
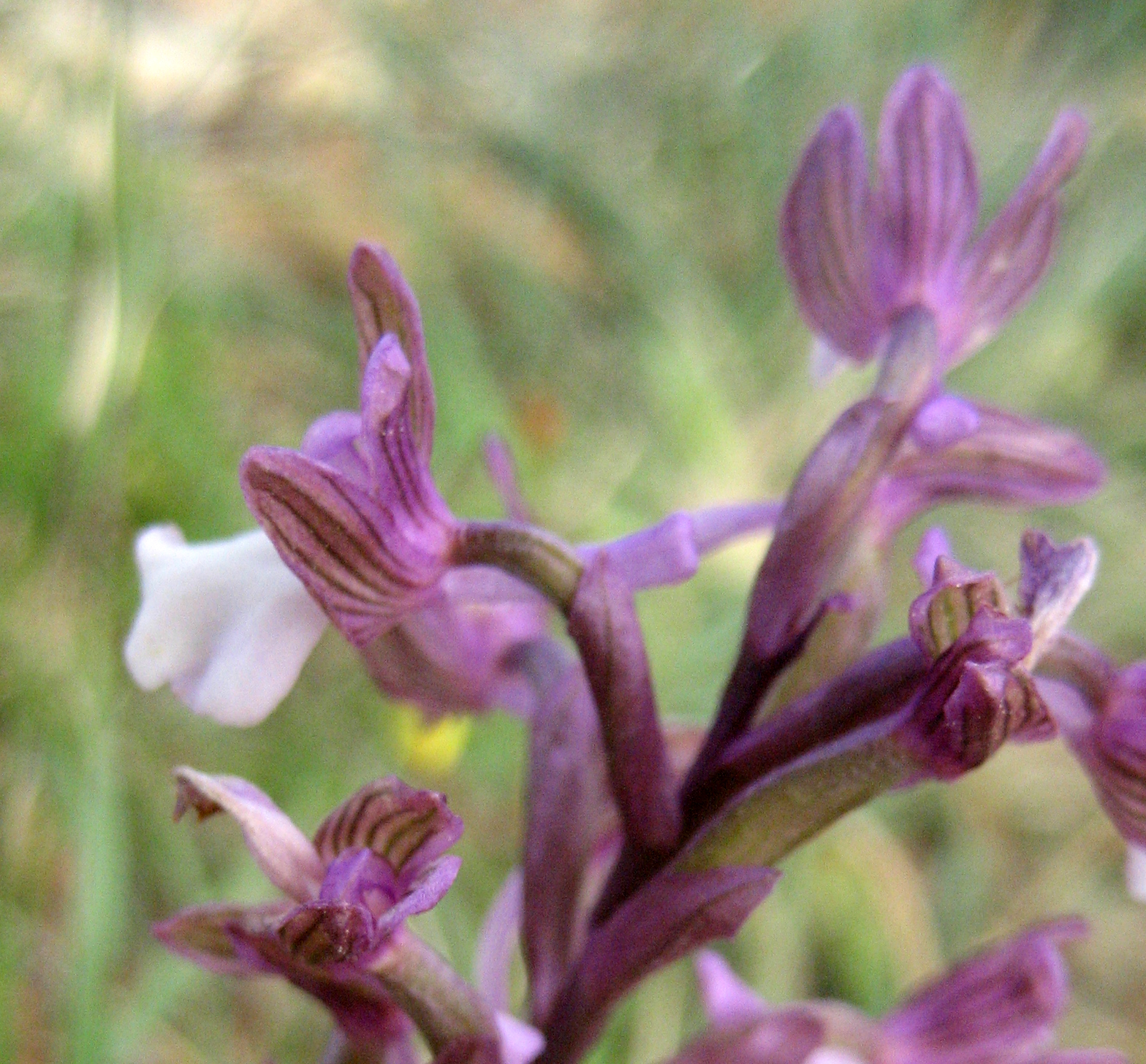
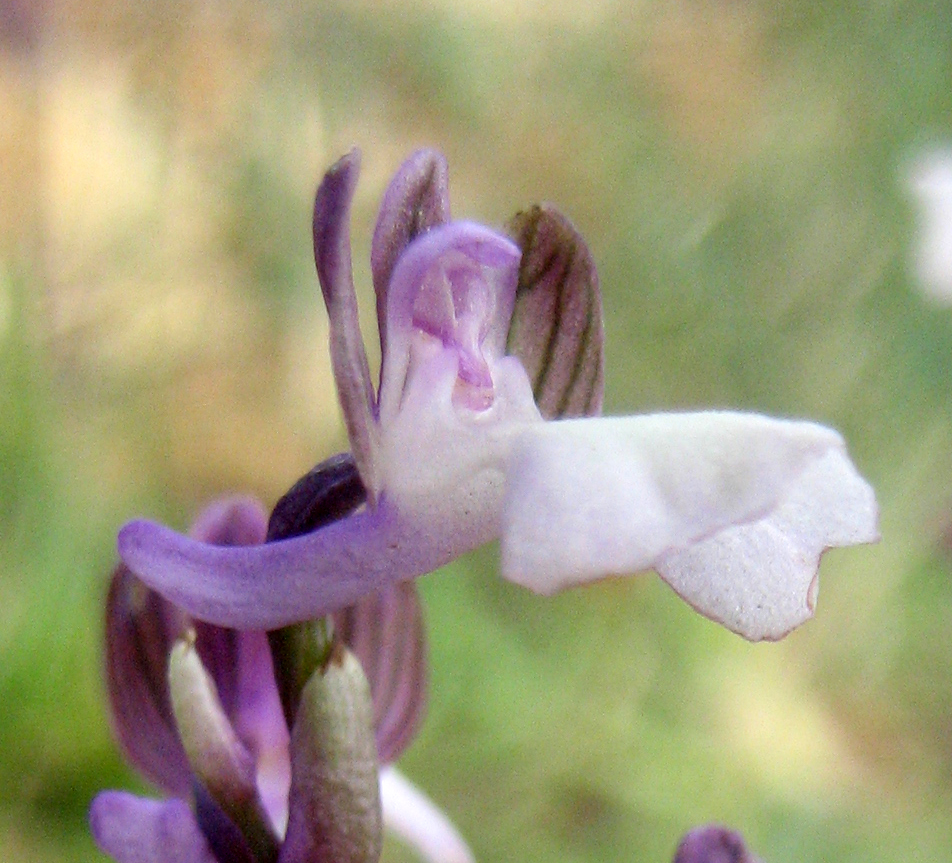